# European Rugby Champions Cup 2019-2020
European Rugby Champions Cup 2019-20 fu la 25ª edizione della massima competizione europea per club di rugby a 15, la 6ª organizzata da European Professional Club Rugby (EPCR).
Si tenne dal 15 novembre 2019 al 17 ottobre 2020 tra 20 squadre provenienti da Francia, Inghilterra, Galles, Irlanda e Scozia nel formato di cinque gironi da quattro squadre ciascuno con passaggio ai quarti della vincitrice di ogni girone più le tre migliori seconde.
Per ragioni di sponsorizzazione fu nota con il nome commerciale di Heineken Champions Cup tranne che in Francia, Paese in cui la legge Évin del 1991 proibisce l'uso di associazione di marchi di tabacco e alcoolici a eventi sportivi, e in cui fu nota come Champions Cup 2019-20.
Delle 20 squadre partecipanti, 6 ciascuna provennero dai campionati inglese e francese e 7 dal Pro14, ovvero le migliori tre europee di ogni girone più la vincente di uno spareggio tra le due squadre quarte classificate.
Il ventesimo posto fu garantito alla vincitrice della Champions Cup precedente o, qualora già qualificata per la posizione in campionato, a quella della Challenge Cup.
Originariamente prevista per il 23 maggio 2020, la finale, insieme a tutta la fase a play-off, fu rinviata a data da destinarsi a causa della pandemia di COVID-19 che impose restrizioni di movimento per evitare lo spargimento dei contagi.
Solo dopo la rimozione delle limitazioni alla circolazione e l'emissione di norme sanitarie da parte dei governi fu possibile programmare i play-off che si tennero a settembre, cinque mesi più tardi della scadenza consueta, mentre invece la finale si tenne il 17 ottobre a Bristol, nel Regno Unito, rispetto alla sede prescelta originariamente di Marsiglia in Francia.
La gara decisiva all'Ashton Gate Stadium vide di fronte Exeter e Racing 92; furono gli inglesi a prevalere di misura in uno stadio vuoto con il punteggio di 31-27 e a vincere pertanto il loro primo titolo di campioni europei di club.
Il valore delle marcature, come stabilito da World Rugby nel 2017, è: 5 punti per ciascuna meta (7 se trasformata), 7 punti per la meta tecnica, 3 punti per la realizzazione di ciascun calcio piazzato, idem per il drop.

## Formula
Le squadre furono ripartite in cinque gironi da quattro squadre ciascuno.
Ai quarti di finale accedettero la prima classificata di ciascuno dei cinque gironi più le tre seconde migliori classificate per punteggio e differenza punti marcati.
Il punteggio ai fini della classifica fu quello a bonus dell'Emisfero Sud, che per ogni partita prevede:
- 4 punti per la vittoria
- 2 punti ciascuno per il pareggio
- 0 punti per la sconfitta
- 1 punto aggiuntivo per la o le squadre che realizzino almeno 4 mete
- 1 eventuale punto per la squadra sconfitta con sette o meno punti di scarto.

Le squadre prime classificate, in ordine decrescente di punteggio in classifica e, a parità di esso, di differenza punti marcati/subiti, occuparono i posti del seeding da 1 a 5; le seconde classificate, ordinate secondo lo stesso criterio, i posti dal 6 all'8.
I quarti di finale videro le squadre con il ranking da 1 a 4 affrontare in gara unica sul proprio campo quelle con seeding rispettivamente da 8 a 5 secondo il seguente ordine:
1. seeding 1 – seeding 8
2. seeding 4 – seeding 5
3. seeding 3 – seeding 6
4. seeding 2 – seeding 7

Le due semifinali furono:
1. vincitore QF1 – Vincitore QF2
2. vincitore QF3 – Vincitore QF4

Il regolamento previde che qualora un club di seeding inferiore vincesse il proprio quarto di finale, questi avesse il diritto di disputare la semifinale sul terreno di propria scelta: per esempio, in caso che i due club dei due primi quarti di finale con il seeding più alto (rispettivamente 1 e 4) avessero vinto il proprio incontro, la semifinale si sarebbe disputata normalmente in casa del club con il seeding 1; se invece uno tra i club con il seeding 5 od 8 avesse vinto il proprio quarto di finale, esso avrebbe avuto il vantaggio interno in semifinale; nel caso in cui entrambi i club con seeding 5 od 8 avessero vinto il proprio quarto, il vantaggio del campo interno sarebbe stato del club con il seeding numero 5.
Parimenti, per la seconda semifinale, nulla sarebbe cambiato qualora a qualificarsi fossero stati i club con il seeding 3 e 2, con vantaggio interno a quest'ultimo; i club con il seeding 6 e 7 avrebbero avuto il vantaggio della semifinale in casa qualora avessero battuto i propri avversari; in caso questo fosse successo in entrambi gli incontri, allora la squadra di casa in semifinale sarebbe stata la numero 6 del seeding.
La finale, originariamente prevista al Vélodrome di Marsiglia, fu in seguito spostata all'Ashton Gate Stadium di Bristol.

## Squadre partecipanti
| Girone A                  | Girone B                  | Girone C                 |
| ------------------------- | ------------------------- | ------------------------ |
| Benetton (Italia)         | Exeter (Inghilterra)      | Bath (Inghilterra)       |
| Leinster (Irlanda)        | Glasgow Warriors (Scozia) | Clermont (Francia)       |
| Lione (Francia)           | La Rochelle (Francia)     | Harlequins (Inghilterra) |
| Northampton (Inghilterra) | Sale Sharks (Inghilterra) | Ulster (Irlanda)         |

| Girone D               | Girone E                 |
| ---------------------- | ------------------------ |
| Munster (Irlanda)      | Connacht (Irlanda)       |
| Ospreys (Galles)       | Gloucester (Inghilterra) |
| Racing 92 (Francia)    | Montpellier (Francia)    |
| Saracens (Inghilterra) | Tolosa (Francia)         |

## Fase a gironi

### Girone A
|            | Incontri               |       |
| ---------- | ---------------------- | ----- |
| 16-11-2019 | Leinster — Benetton    | 33-19 |
| 17-11-2019 | Northampton — Lione    | 25-14 |
| 23-11-2019 | Benetton — Northampton | 32-35 |
| 23-11-2019 | Lione — Leinster       | 6-13  |
| 7-12-2019  | Lione — Benetton       | 28-0  |
| 7-12-2019  | Northampton — Leinster | 16-43 |
| 14-12-2019 | Benetton — Lione       | 25-22 |
| 14-12-2019 | Leinster — Northampton | 50-21 |
| 12-1-2020  | Leinster — Lione       | 42-14 |
| 12-1-2020  | Northampton — Benetton | 33-20 |
| 18-1-2020  | Lione — Northampton    | 24-36 |
| 18-1-2020  | Benetton — Leinster    | 0-18  |

#### Classifica
| Pos | Squadra     | G | V | N | P | PF  | PS  | P±  | BP | PT |
| --- | ----------- | - | - | - | - | --- | --- | --- | -- | -- |
| A1  | Leinster    | 6 | 6 | 0 | 0 | 199 | 76  | 123 | 4  | 28 |
| A2  | Northampton | 6 | 4 | 0 | 2 | 166 | 183 | −17 | 3  | 19 |
| A3  | Lione       | 6 | 1 | 0 | 5 | 108 | 141 | −33 | 3  | 7  |
| A4  | Benetton    | 6 | 1 | 0 | 5 | 96  | 169 | −73 | 2  | 6  |

### Girone B
|            | Incontri                  |       |
| ---------- | ------------------------- | ----- |
| 16-11-2019 | Glasgow — Sale Sharks     | 13-7  |
| 16-11-2019 | La Rochelle — Exeter      | 12-31 |
| 23-11-2019 | Exeter — Glasgow          | 34-18 |
| 24-11-2019 | Sale Sharks — La Rochelle | 25-15 |
| 7-12-2019  | La Rochelle — Glasgow     | 24-27 |
| 8-12-2019  | Sale Sharks — Exeter      | 20-22 |
| 14-12-2019 | Glasgow — La Rochelle     | 7-12  |
| 15-12-2019 | Exeter — Sale Sharks      | 35-10 |
| 10-1-2020  | La Rochelle — Sale Sharks | 30-23 |
| 11-1-2020  | Glasgow — Exeter          | 31-31 |
| 18-1-2020  | Sale Sharks — Glasgow     | 7-45  |
| 18-1-2020  | Exeter — La Rochelle      | 33-14 |

#### Classifica
| Pos | Squadra          | G | V | N | P | PF  | PS  | P±  | BP | PT |
| --- | ---------------- | - | - | - | - | --- | --- | --- | -- | -- |
| B1  | Exeter           | 6 | 5 | 1 | 0 | 186 | 105 | 81  | 5  | 27 |
| B2  | Glasgow Warriors | 6 | 3 | 1 | 2 | 141 | 115 | 26  | 3  | 17 |
| B3  | La Rochelle      | 6 | 2 | 0 | 4 | 107 | 146 | −39 | 2  | 10 |
| B4  | Sale Sharks      | 6 | 1 | 0 | 5 | 92  | 160 | −68 | 3  | 7  |

### Girone C
|            | Incontri              |       |
| ---------- | --------------------- | ----- |
| 16-11-2019 | Bath — Ulster         | 16-17 |
| 16-11-2019 | Clermont — Harlequins | 53-21 |
| 22-11-2019 | Ulster — Clermont     | 18-13 |
| 23-11-2019 | Harlequins — Bath     | 15-9  |
| 6-12-2019  | Bath — Clermont       | 17-34 |
| 7-12-2019  | Ulster — Harlequins   | 25-24 |
| 13-12-2019 | Harlequins — Ulster   | 10-34 |
| 15-12-2019 | Clermont — Bath       | 52-26 |
| 10-1-2020  | Bath — Harlequins     | 19-25 |
| 11-1-2020  | Clermont — Ulster     | 29-13 |
| 18-1-2020  | Ulster — Bath         | 22-15 |
| 18-1-2020  | Harlequins — Clermont | 19-26 |

#### Classifica
| Pos | Squadra    | G | V | N | P | PF  | PS  | P±  | BP | PT |
| --- | ---------- | - | - | - | - | --- | --- | --- | -- | -- |
| C1  | Clermont   | 6 | 5 | 0 | 1 | 207 | 114 | 93  | 4  | 24 |
| C2  | Ulster     | 6 | 5 | 0 | 1 | 129 | 107 | 22  | 1  | 21 |
| C3  | Harlequins | 6 | 2 | 0 | 4 | 114 | 166 | −52 | 2  | 10 |
| C4  | Bath       | 6 | 0 | 0 | 6 | 102 | 165 | −63 | 5  | 5  |

### Girone D
|            | Incontri             |       |
| ---------- | -------------------- | ----- |
| 16-11-2019 | Ospreys — Munster    | 13-32 |
| 17-11-2019 | Racing 92 — Saracens | 30-10 |
| 23-11-2019 | Saracens — Ospreys   | 44-3  |
| 23-11-2019 | Munster — Racing 92  | 21-21 |
| 7-12-2019  | Munster — Saracens   | 10-3  |
| 7-12-2019  | Ospreys — Racing 92  | 19-40 |
| 13-12-2019 | Racing 92 — Ospreys  | 40-27 |
| 14-12-2019 | Saracens — Munster   | 15-6  |
| 11-1-2020  | Ospreys — Saracens   | 15-22 |
| 12-1-2020  | Racing 92 — Munster  | 39-22 |
| 19-1-2020  | Munster — Ospreys    | 33-6  |
| 19-1-2020  | Saracens — Racing 92 | 27-24 |

#### Classifica
| Pos | Squadra   | G | V | N | P | PF  | PS  | P±   | BP | PT |
| --- | --------- | - | - | - | - | --- | --- | ---- | -- | -- |
| D1  | Racing 92 | 6 | 4 | 1 | 1 | 194 | 126 | 68   | 5  | 23 |
| D2  | Saracens  | 6 | 4 | 0 | 2 | 121 | 88  | 33   | 2  | 18 |
| D3  | Munster   | 6 | 3 | 1 | 2 | 124 | 97  | 27   | 2  | 16 |
| D4  | Ospreys   | 6 | 0 | 0 | 6 | 83  | 211 | −128 | 2  | 2  |

### Girone E
|            | Incontri                 |       |
| ---------- | ------------------------ | ----- |
| 15-11-2019 | Gloucester — Tolosa      | 20-25 |
| 17-11-2019 | Connacht — Montpellier   | 23-20 |
| 23-11-2019 | Tolosa — Connacht        | 32-17 |
| 24-11-2019 | Montpellier — Gloucester | 30-27 |
| 8-12-2019  | Gloucester — Connacht    | 26-17 |
| 8-12-2019  | Tolosa — Montpellier     | 23-9  |
| 14-12-2019 | Connacht — Gloucester    | 27-24 |
| 14-12-2019 | Montpellier — Tolosa     | 18-26 |
| 11-1-2020  | Connacht — Tolosa        | 7-21  |
| 11-1-2020  | Gloucester — Montpellier | 29-6  |
| 19-1-2020  | Montpellier — Connacht   | 35-29 |
| 19-1-2020  | Tolosa — Gloucester      | 35-14 |

#### Classifica
| Pos | Squadra     | G | V | N | P | PF  | PS  | P±  | BP | PT |
| --- | ----------- | - | - | - | - | --- | --- | --- | -- | -- |
| E1  | Tolosa      | 6 | 6 | 0 | 0 | 162 | 85  | 77  | 3  | 27 |
| E2  | Gloucester  | 6 | 2 | 0 | 4 | 140 | 140 | 0   | 6  | 14 |
| E3  | Montpellier | 6 | 2 | 0 | 4 | 118 | 157 | −39 | 2  | 10 |
| E4  | Connacht    | 6 | 2 | 0 | 4 | 120 | 158 | −38 | 2  | 10 |

## Seedingdopo la fase a gironi
| Pos | Squadra          | G | V | N | P | PF  | PS  | DP   | BMP | Pt |
| --- | ---------------- | - | - | - | - | --- | --- | ---- | --- | -- |
| 1   | Leinster         | 6 | 6 | 0 | 0 | 199 | 76  | +123 | 4   | 28 |
| 2   | Exeter           | 6 | 5 | 1 | 0 | 186 | 105 | +81  | 5   | 27 |
| 3   | Tolosa           | 6 | 6 | 0 | 0 | 162 | 85  | +77  | 3   | 27 |
| 4   | Clermont         | 6 | 5 | 0 | 1 | 129 | 107 | +22  | 4   | 24 |
| 5   | Racing 92        | 6 | 4 | 1 | 1 | 194 | 126 | +68  | 5   | 23 |
| 6   | Ulster           | 6 | 5 | 0 | 1 | 207 | 114 | +93  | 1   | 21 |
| 7   | Northampton      | 6 | 4 | 0 | 2 | 166 | 183 | −17  | 3   | 19 |
| 8   | Saracens         | 6 | 4 | 0 | 2 | 121 | 88  | +33  | 2   | 18 |
| 9   | Glasgow Warriors | 6 | 3 | 1 | 2 | 141 | 115 | +26  | 3   | 17 |
| 10  | Gloucester       | 6 | 2 | 0 | 4 | 140 | 140 | 0    | 6   | 14 |

## Play-off
|  | Quarti di finale | Quarti di finale | Quarti di finale |           |           | Semifinali | Semifinali | Semifinali |  |  | Finale | Finale | Finale |  |
|  |                  |                  |                  |           |           |            |            |            |  |  |        |        |        |  |
|  | 1                | Leinster         | 17               |           |           |            |            |            |  |  |        |        |        |  |
|  | 1                | Leinster         | 17               |           |           |            |            |            |  |  |        |        |        |  |
|  | 8                | Saracens         | 25               |           |           |            |            |            |  |  |        |        |        |  |
|  | 8                | Saracens         | 25               |           | Saracens  | Saracens   | 15         |            |  |  |        |        |        |  |
|  |                  |                  |                  |           | Saracens  | Saracens   | 15         |            |  |  |        |        |        |  |
|  |                  |                  | Racing 92        | Racing 92 | 19        |            |            |            |  |  |        |        |        |  |
|  | 4                | Clermont         | Racing 92        | Racing 92 | 19        | 27         |            |            |  |  |        |        |        |  |
|  | 4                | Clermont         |                  |           |           |            |            |            |  |  |        |        |        |  |
|  | 5                | Racing 92        | 36               |           |           |            |            |            |  |  |        |        |        |  |
|  | 5                | Racing 92        | 36               |           | Racing 92 | Racing 92  | 27         |            |  |  |        |        |        |  |
|  |                  |                  |                  |           |           |            |            |            |  |  |        |        |        |  |
|  |                  |                  | Exeter           | Exeter    | 31        |            |            |            |  |  |        |        |        |  |
|  | 3                | Tolosa           | Exeter           | Exeter    | 31        | 36         |            |            |  |  |        |        |        |  |
|  | 3                | Tolosa           |                  |           |           |            |            |            |  |  |        |        |        |  |
|  | 6                | Ulster           | 8                |           |           |            |            |            |  |  |        |        |        |  |
|  | 6                | Ulster           | 8                |           | Tolosa    | Tolosa     | 18         |            |  |  |        |        |        |  |
|  |                  |                  |                  |           | Tolosa    | Tolosa     | 18         |            |  |  |        |        |        |  |
|  |                  |                  | Exeter           | Exeter    | 28        |            |            |            |  |  |        |        |        |  |
|  | 2                | Exeter           | Exeter           | Exeter    | 28        | 38         |            |            |  |  |        |        |        |  |
|  | 2                | Exeter           |                  |           |           |            |            |            |  |  |        |        |        |  |
|  | 7                | Northampton      | 15               |           |           |            |            |            |  |  |        |        |        |  |

### Quarti di finale
| Arbitro: | Pascal Gaüzère |

|                        |      |                                          |
| Porter 48’ Larmour 61’ | mt   | 36’ Al. Goode                            |
| Sexton 48’, 61’        | tr   | 36’ Al. Goode                            |
| Sexton 5’              | c.p. | 2’, 8’, 10’, 79’ Al. Goode 24’, 27’ Daly |

| Arbitro: | Romain Poite |

|                                                  |      |                                                         |
| Falgoux 21’ Fofana 59’ Matsushima 69’ Penaud 76’ | mt   | 2’ Dupichot 38’ Trinh-Duc                               |
| Lopez 59’, 69’                                   | tr   | 38’ Iribaren                                            |
| Lopez 30’                                        | c.p. | 7’, 11’, 28’, 34’, 53’, 57’ Iribaren 63’, 73’ Machenaud |

| Arbitro: | Wayne Barnes |

|                                             |      |            |
| Kolbe 2’, 38’ Dupont 49’ Ahki 61’ Ramos 66’ | mt   | 71’ Cooney |
| Ramos 38’, 49’, 61’, 66’                    | tr   |            |
| Ramos 13’                                   | c.p. | 25’ Cooney |

| Arbitro: | Matthew Carley |

|                                                          |      |                              |
| Maunder 16’ J. Vermeulen 24’, 76’ Nowell 41’ J. Hill 53’ | mt   | 36’ T. Harrison 56’ Dingwall |
| J. Simmonds 16’, 24’, 41’, 53’ Steenson 76’              | tr   | 36’ Biggar                   |
| J. Simmonds 60’                                          | c.p. | 6’ Biggar                    |

### Semifinali
| Arbitro: | Nigel Owens |

|                                      |      |                                   |
| Imhoff 75’                           | mt   |                                   |
| Machenaud 75’                        | tr   |                                   |
| Iribaren 10’, 31’, 40’ Machenaud 67’ | c.p. | 23’, 29’, 42’, 46’, 52’ Al. Goode |

| Arbitro: | Andrew Brace |

|                                                      |      |                        |
| H. Williams 30’, 59’ S. Simmonds 39’ J. Simmonds 69’ | mt   | 35’ Placines 75’ Lebel |
| J. Simmonds 30’, 39’, 59’, 69’                       | tr   | 75’ Ramos              |
|                                                      | c.p. | 4’, 13’ Ramos          |

### Finale
| Arbitro: | Nigel Owens |

|                                                           |      |                                   |
| Cowan-Dickie 7’ S. Simmonds 15’ H. Williams 39’ Slade 44’ | mt   | 19’, 42’ Zebo 31’ Imhoff 49’ Chat |
| J. Simmonds 7’, 15’, 39’, 44’                             | tr   | 31’ Russell 49’ Machenaud         |
| J. Simmonds 79’                                           | c.p. | 64’ Machenaud                     |